# William Parrott
Pour les articles homonymes, voir Parrott.
William Parrott (1813 à Aveley, Essex - 1869 à North Finchley (en)) est un peintre et lithographe anglais.

## Biographie
William Parrott a étudié avec John Pye.
Il a voyagé en Italie en 1844 et 1845, visité l'Allemagne en 1851 et fit de fréquents voyages en Bretagne, en Pays de la Loire et en Normandie.

## Quelques œuvres

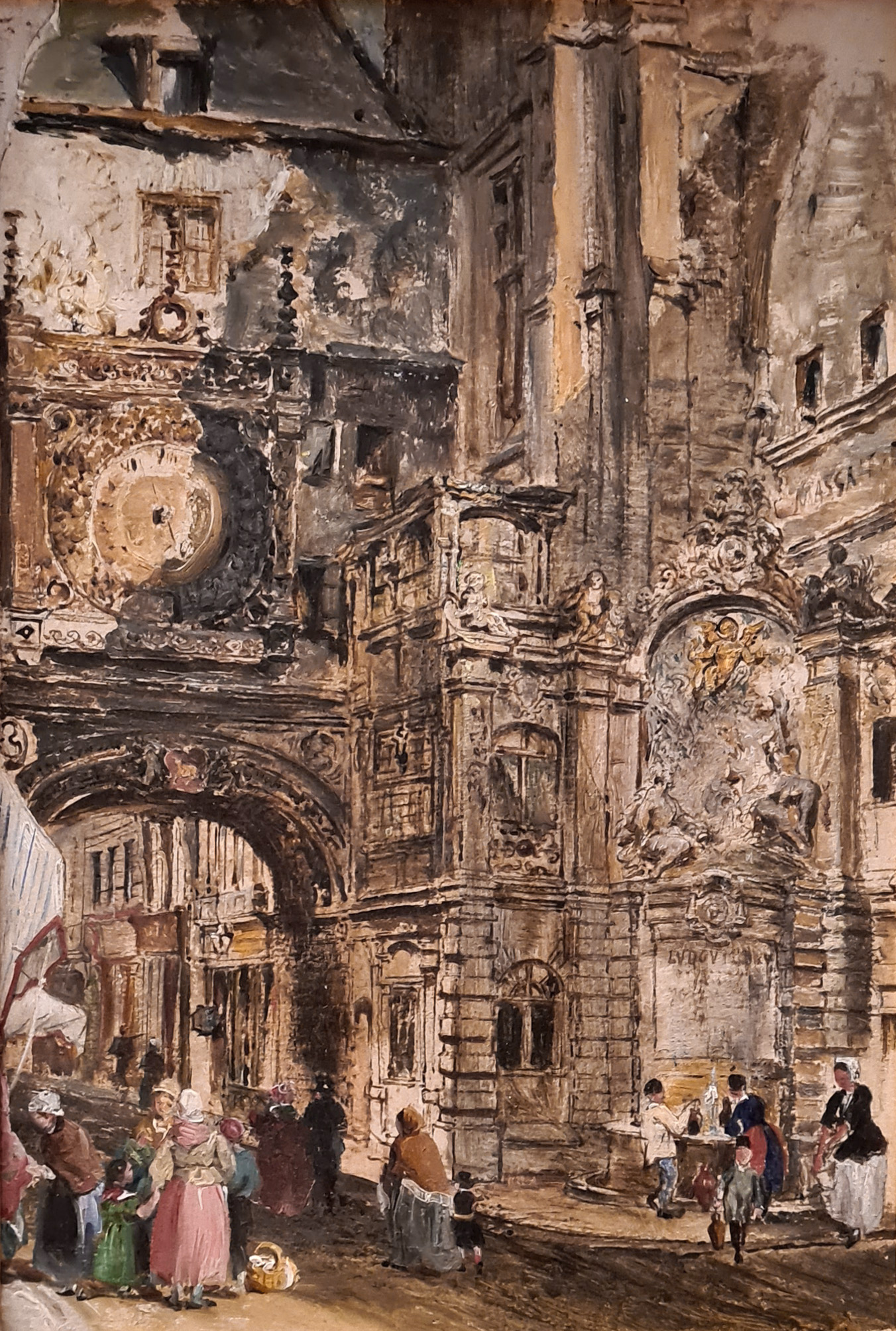
Le Gros-Horloge et la fontaine d'Aréthuse (vers 1860).

- Paris. Quai de Conti, musée Carnavalet, Paris, 1846 ;
- Le chevet de la cathédrale de Rouen vue de la rue des Bonnetiers, musée des beaux-arts de Rouen[2];
- L'église Saint-Laurent, Rouen, musée des beaux-arts de Rouen[3],[4];
- Le Gros-Horloge et la fontaine d'Aréthuse, Rouen, musée des beaux-arts de Rouen[5],[4].